# Claude Guillaume Lambert

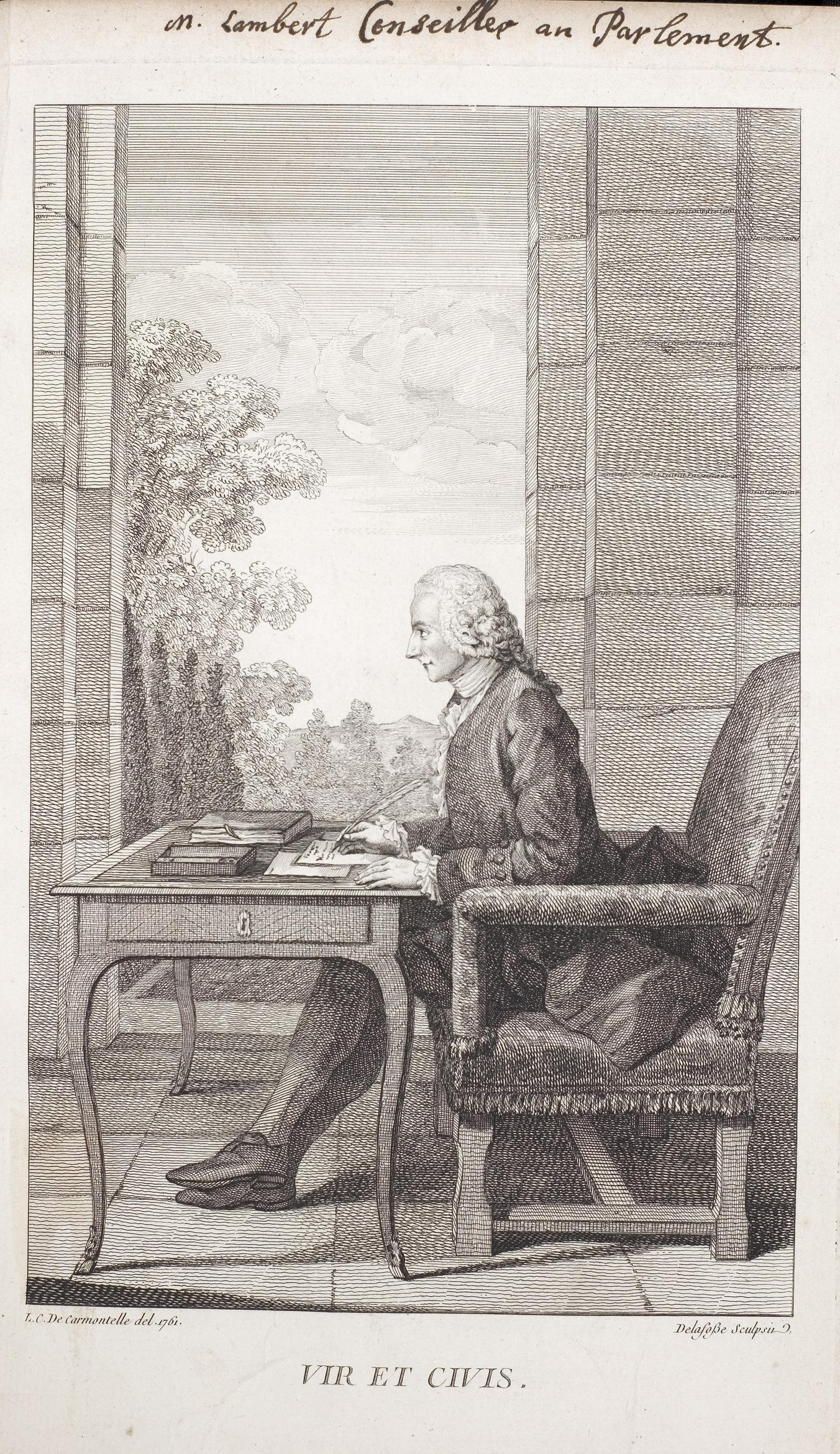
Grafik aus dem Klebeband Nr. 14 der Fürstlich Waldeckschen Hofbibliothek Arolsen.
Motiv: (handschriftlich:) "m. Lambert Conseiller au Parlement" (= Claude Guillaume Lambert ?)

Claude Guillaume Lambert, Baron von Chamerolles, Graf von Auverse (geboren am 9. August 1726 in Paris (Gemeinde Saint-André-des-Arcs); hingerichtet am 27. Juni 1794 in Paris) war ein französischer Richter und Minister.

## Biografie
Der Sohn von Claude Guillaume Lambert (1694–1774), Berater des Großen Rates, und Catherine Thérèse Pattu (1698–1774) studierte an der Hochschule in Beauvais, bevor er am 21. August 1748 zum Ratsmitglied im Parlament von Paris ernannt wurde. Dort war er für die Bearbeitung von Petitionen zuständig. 1778 wurde er Staatsrat.
Wie schon einmal in den Jahren 1787 und 1788 wurde er am 4. September 1790 Finanzminister und behielt dieses Amt bis zum 4. Dezember 1790.
Er wurde am 12. Juli 1793 in Lyon verhaftet, wohin er sich in den Revolutionswirren zurückgezogen hatte. Er wird der Korruption beschuldigt, vom Revolutionstribunal des Département Rhône aber freigesprochen. Am 22. November 1793 wird er in Cahors erneut verhaftet und nach Paris verlegt, um vor dem dortigen Revolutionstribunal verhandelt zu werden. Er wird zusammen mit einundzwanzig weiteren Angeklagten wegen Verschwörung gegen die Freiheit und Souveränität des französischen Volkes verurteilt und stirbt am 27. Juni 1794 unter der Guillotine. Seine Leiche ist auf dem Cimetière de Picpus begraben.

## Familie
Er heiratete am 1. September 1756 Marie Madeleine Beyssier de Pizany († 1772) und dann am 4. Mai 1774 Anne Henriette Guignace von Villeneuve († 1783). Er hatte sechs Kinder aus seinen beiden Ehen, darunter den Präfekten Paul Augustin Chamerolles (1764–1817).
| Vorgänger      | Amt                                                 | Nachfolger        |
| -------------- | --------------------------------------------------- | ----------------- |
| Jacques Necker | Finanzminister 4. September 1790 – 4. Dezember 1790 | Claude de Lessart |

| Personendaten    | Personendaten                         |
| ---------------- | ------------------------------------- |
| NAME             | Lambert, Claude Guillaume             |
| KURZBESCHREIBUNG | französischer Richter und Minister    |
| GEBURTSDATUM     | 9. August 1726                        |
| GEBURTSORT       | Paris (Gemeinde Saint-André-des-Arcs) |
| STERBEDATUM      | 27. Juni 1794                         |
| STERBEORT        | Paris (Gemeinde Saint-André-des-Arcs) |